# 크리슈나 데바 라야
크리슈나 데바 라야(1471년 1월 17일 - 1529년 10월 17일)는 1509년부터 1529년까지 비자야나가라 제국을 다스린 황제이다. 그는 툴루바 왕조의 세 번째 군주였으며 인도 역사상 가장 위대한 통치자 중 한 명으로 여겨진다. 그는 이슬람 델리 술탄국이 몰락한 후 인도에서 가장 큰 제국을 통치했다.
크리슈나 데바 라야는 안드라 보자(안드라의 보자), 카르나타카라트나 심하사나데스와라(카르나타카의 보석 왕좌의 군주), 야바나 라지야 프라티스타파나차리야(빛. “바마니 왕좌에 왕을 세움”), 칸나다 라지야 라마 라마나(칸나다 제국의 군주), 가우브라마나 프라티팔라카(브라만과 소의 수호자), 무루 라야라 간다(세 왕의 군주) 등의 이명을 지니고 있다. 그는 비자푸르 술탄, 골콘다 술탄, 바마니 술탄, 오디샤의 가자파티를 물리치고 반도의 지배자가 되었으며 인도에서 가장 강력한 힌두교 통치자 중 한 명이었다.
크리슈나 데바 라야의 통치는 확장과 통합을 특징으로 했다. 퉁가바드라강과 크리슈나강(라이추르 도압) 사이의 땅을 획득하고(1512년), 오디샤의 통치자를 정복하고(1514년), 비자푸르 술탄에게 심각한 패배를 안겨준(1520년) 시기이기도 하다.
무굴 황제 바부르는 북인도의 강대국들을 조사할 때 크리슈나 데바 라야를 아대륙에서 가장 광범위한 제국을 가진 가장 강력한 왕으로 평가했다. 포르투갈 여행가 도밍고 파에스와 두아르테 바르보사는 비자야나가라 제국을 방문했는데, 그들의 여행기에 따르면 왕은 뛰어난 행정가일 뿐만 아니라 전투에서 선두에서 지휘하고 부상자까지 돌보는 훌륭한 장군이었다고 기록되어 있다. 왕은 여러 차례 전투 계획을 갑작스럽게 변경하여 패배하던 전투를 승리로 바꾸기도 했다. 시인 무쿠 팀마나는 그를 '튀르크족의 파괴자'라고 칭송했다. 크리슈나 데바 라야는 자신의 대관식을 책임진 아버지 인물로 여겼던 총리 팀마루수의 조언을 통해 많은 도움을 받았다. 크리슈나 데바 라야는 또한 재치 있는 테날리 라마크리슈나의 조언을 받기도 했다.

### 내용주
1. ↑  14 Magha 1431 Shaka Samvat

### 참조주
1. 1 2  Advanced Study in the History of Medieval India by Jl Mehta p. 118
2. ↑  Pollock, Sheldon (2003). 《The Language of the Gods in the World of Men: Sanskrit, Culture, and Power in Premodern India》. University of California Press. 179쪽. ISBN 0-5202-4500-8.
3. ↑  Srinivasan, C. R. (1979). 《Kanchipuram Through the Ages》. Agam Kala Prakashan. 200쪽. OCLC 5834894. 2014년 7월 25일에 확인함.[{{{설명}}}]
4. ↑  Sewell, R. (1915). “The Kings of Vijayanagara, A.D. 1486-1509”. 《The Journal of the Royal Asiatic Society of Great Britain and Ireland》 ([Cambridge University Press, Royal Asiatic Society of Great Britain and Ireland]): 383–395. ISSN 0035-869X. JSTOR 25189336. 2024년 10월 22일에 확인함.
5. ↑  Sivasankaranarayana, Bh.; Rajagopal, M. V.; Ramesan, N. (1970). 《Andhra Pradesh District Gazetteers: Anantapur》. Director of Print. and Stationery at the Government Secretariat Press, copies can be had from:Government Publication Bureau. 63쪽.[{{{설명}}}]
6. ↑  Tabasum Bhanu (2015) Sri krishnadevaraya 1509-1529.made vijayanagara a military power in the south an overview IJCRT 3(4)
7. 1 2  Keay, John, India: A History, New York: Harper Collins, 2000, p. 302
8. ↑  Vijayanagara Voices: Exploring South Indian History and Hindu Literature  William Joseph Jackson: p. 124

## 참고 문헌
- Eaton, Richard M. (2013), 〈‘Kiss My Foot,’ Said the King: Firearms, Diplomacy and the Battle for Raichur, 1520〉,   Richard M. Eaton; Munis D. Faruqui; David Gilmartin; Sunil Kumar, 《Expanding Frontiers in South Asian and World History: Essays in Honour of John F. Richards》, Cambridge University Press, 275–298쪽, ISBN 978-1-107-03428-0
- Smith, Vincent, Oxford History of India, 4th ed., pp. 306–307, 312–313.
- Dr. Suryanath U. Kamat (2001), 《Concise history of Karnataka》, MCC, Bangalore (Reprinted 2002)
- Prof K.A. Nilakanta Sastri, History of South India, From Prehistoric times to fall of Vijayanagar, 1955, OUP, New Delhi (Reprinted 2002)